# Linda Hamilton
Linda Carroll Hamilton (Salisbury, 26 settembre 1956) è un'attrice statunitense.

## Biografia
Studia per due anni al Washington College a Chesterton, Maryland, per poi trasferirsi a New York per studiare recitazione e frequentare anche seminari tenuti da Lee Strasberg. È diventata famosa per la sua interpretazione di Sarah Connor nei film della serie cinematografica Terminator (tra cui nel primo, secondo e sesto film) e per la sua performance nella parte di Catherine nella serie televisiva La bella e la bestia al fianco di Ron Perlman.

## Vita privata
Si è sposata e ha divorziato due volte (la seconda, dal 1997 al 1999 con il regista James Cameron), ed ha avuto un figlio da entrambi i matrimoni. Con James Cameron, tuttavia, la sua relazione era cominciata molto prima del loro matrimonio. I due infatti si frequentavano già dai tempi di Terminator e la loro figlia, Josephine Archer Cameron, è nata il 15 febbraio 1993. A seguito di una relazione avuta dal regista sul set di Titanic, Hamilton ha ottenuto il divorzio e 50 milioni di dollari, raggiungendo, così, il 7º posto nella top ten dei divorzi vip redatta dalla rivista Forbes.
Sofferente di disturbo bipolare, nel 2004 ha deciso di rendere pubblico il suo disturbo per dare voce a coloro che soffrono di questa patologia e per incrementare la ricerca scientifica. Nell'ultimo decennio l'attrice si è dichiarata omosessuale ed ha avuto una relazione con la direttrice di casting Cindy Short. Aveva una sorella gemella identica, Leslie, deceduta il 22 agosto 2020, che ha lavorato con lei come controfigura in Terminator 2 - Il giorno del giudizio.

## Filmografia

### Cinema
- Night-Flowers, regia di Louis San Andres (1979)
- Tag: The Assassination Game, regia di Nick Castle (1982)
- Grano rosso sangue (Children of the Corn), regia di Fritz Kiersch (1984)
- The Stone Boy, regia di Christopher Cain (1984)
- Terminator (The Terminator), regia di James Cameron (1984)
- Il giorno della luna nera (Black Moon Rising), regia di Harley Cokeliss (1986)
- King Kong 2 (King Kong Lives), regia di John Guillermin (1986)
- Mr. Destiny, regia di James Orr (1990)
- Terminator 2 - Il giorno del giudizio (Terminator 2 - Judgement Day), regia di James Cameron (1991)
- Rosso d'autunno (Silent Fal), regia di Bruce Beresford (1994)
- Vite separate (Separete Lives), regia di David Madden (1995)
- Shadow Program - Programma segreto (Shadow Program), regia di George Pan Cosmatos (1997)
- Dante's Peak - La furia della montagna (Dante's Peak), regia di Roger Donaldson (1997)
- The Secret Life of Girls, regia di Holly Goldberg Sloan (1999)
- La stanza chiusa (Skeletons in the Closet), regia di Wayne Powers (2001)
- Wholey Moses, regia di Todd Heyman – cortometraggio (2003)
- Jonah, regia di Adam Penn – cortometraggio (2004)
- Smile, regia di Jeffrey Kramer (2005)
- Missing in America, regia di Gabrielle Savage Dockterman (2005)
- The Kid & I, regia di Penelope Spheeris (2005)
- Broken, regia di Alan White (2006)
- In Your Dreams, regia di Gary Sinyor (2008)
- Holy Water, regia di Tom Reeve (2009)
- Refuge, regia di Mark Medoff (2010)
- Bad Behavior, regia di Nicholas Brandt e Lisa Hamil (2013)
- A Sunday Horse, regia di Vic Armstrong (2015)
- Terminator - Destino oscuro (Terminator: Dark Fate), regia di Tim Miller (2019)

### Televisione
- Non si può tornare indietro (Reunion), regia di Russ Mayberry – film TV (1980)
- Amore violato (Rape and Marriage - The Rideout Case), regia di Peter Levin – film TV (1980)
- Shirley – serie TV, 1 episodio (1980)
- I segreti di Midland Heights (Secrets of Midland Heights) – serie TV, 10 episodi (1980-1981)
- Il mistero di Jillian (King's Crossing) – serie TV, 10 episodi (1982)
- Country Gold, regia di Gilbert Cates – film TV (1982)
- Wishman, regia di James Frawley – film TV (1983)
- Segreti di madre e figlia (Secrets of a Mother and Daughter), regia di Gabrielle Beaumont – film TV (1983)
- Hill Street giorno e notte (Hill Street Blues) – serie TV, 4 episodi (1984)
- La signora in giallo (Murder, She Wrote) – serie TV, episodio 2x20 (1985)
- Secret Weapons , regia di Don Taylor – film TV (1985)
- Club Med, regia di Bob Giraldi – film TV (1986)
- La bella e la bestia (Beauty and the Beast) – serie TV, 46 episodi (1987-1989)
- L'ultima estate del mio bambino (Go Toward The Light), regia di Mike Robe – film TV (1988)
- Frasier – serie TV, 2 episodi (1993-1997)
- Un dolce addio (A Mother's Prayer), regia di Larry Elikann – film TV (1995)
- The Way to Dusty Death, regia di Geoffrey Reeve – film TV (1995)
- On the Line, regia di Elodie Keene – film TV (1997)
- Due coppie (Rescuers: Stories of Courage: Two Couples), regia di Tim Hunter e Lynne Littman – film TV (1998)
- L'ultima traccia (Point Last Seen), regia di Elodie Keene – film TV (1998)
- Hercules – serie TV, 2 episodi (1998-1999)
- Il colore del coraggio (The Color of Courage), regia di Lee Rose – film TV (1999)
- Il sesso e Mrs. X (Sex & Mrs. X), regia di Arthur Allan Seidelman – film TV (2000)
- L'isola dei segreti (Bailey's Mistake), regia di Michael M. Robin – film TV (2001)
- A Girl Thing - Cosa pensa una donna (A Girl Thing), regia di Lee Rose – film TV (2001)
- Silent Night, regia di Rodney Gibbons – film TV (2002)
- Thief - Il professionista – miniserie TV (2005)
- Una casa per Natale (Home by Christmas), regia di Gail Harvey – film TV (2006)
- Take 3, regia di Georgette Hayden – film TV (2006)
- The Line – serie TV, 11 episodi (2008)
- La vita secondo Jim (According to Jim) – serie TV, 2 episodi (2005)
- Weeds – serie TV, 2 episodi (2010)
- Chuck – serie TV, 12 episodi (2010-2012)
- Air Force One Is Down – miniserie TV (2013)
- Lost Girl – serie TV, 2 episodi (2014)
- Bermuda Tentacles, regia di Nick Lyon – film TV (2014)
- Defiance – serie TV, 3 episodi (2014)
- Resident Alien – serie TV (2021)
- Arnold, regia di Leslie Chilcott – miniserie TV (2023)
- Stranger Things – serie TV (2025)

### Doppiatrice
- Robots Rising, regia di Kurt Sayenga – film TV (1998)
- Buzz Lightyear da Comando Stellare – serie TV, 3 episodi (2000)
- Terminator Salvation, regia di McG (2009) - cameo non accreditata

## Doppiatrici italiane
Nelle versioni in italiano delle opere in cui ha recitato, Linda Hamilton è stata doppiata da:
- Isabella Pasanisi in Terminator 2 - Il giorno del giudizio, Dante's Peak - La furia della montagna, A Girl Thing - Cosa pensa una donna, Terminator - Destino oscuro, Arnold
- Rossella Izzo in La bella e la bestia, Chuck, Resident Alien
- Cinzia De Carolis in Amore violato, Grano rosso sangue
- Gabriella Borri in Una casa per Natale
- Daniela De Silva in Terminator
- Stefania Patruno in L'isola dei segreti
- Paila Pavese ne Il giorno della luna nera
- Vittoria Febbi in King Kong 2
- Patrizia Scianca in Thief - Il professionista
- Elettra Bisetti in Rosso d'autunno
- Anna Rita Pasanisi in Frasier
- Chiara Salerno in L'ultima estate del mio bambino
- Orsetta De Rossi in Shadow Program - Programma segreto
- Daniela Nobili in Due coppie
- Anna Cesareni in Notte di Natale
- Pinella Dragani in La signora in giallo
- Micaela Esdra in Vite separate
- Barbara Castracane in La vita secondo Jim
- Irene Di Valmo in Holy Water
- Antonella Giannini in Missing in America
- Doriana Chierici in Bermuda Tentacles
- Aurora Cancian in Defiance

Da doppiatrice è sostituita da:
- Cristina Boraschi in Terminator Salvation